# 迪安山
85°32′S 163°0′W / 85.533°S 163.000°W
迪安山（英語：Mount Dean），是南極洲的山峰，位於阿蒙森海岸，處於貝萊茲山東北面4公里，海拔高度1,620米，屬於毛德王后山脈中夸爾斯山脈的一部分，現時由南極條約體系管理。